# The Pittsburgh Survey
The Pittsburgh Survey – sześciotomowe opracowanie z dziedziny socjologii publikowane od 1909 do 1914 roku. Uchodzi za pierwszą syntezę autorstwa amerykańskich progresywistów.
The Pittsburgh Survey jest jednym z najwcześniejszych i najbardziej kompleksowych opisów warunków miejskich w Stanach Zjednoczonych. Około siedemdziesięciu badaczy, w tym Elizabeth Beardsley Butler, Margaret Byington, John R. Commons, Edward T. Devine, Crystal Eastman, John A. Fitch, fotograf dokumentalny Lewis Hine i artysta Joseph Stella, rozpoczęło pracę nad publikacją w 1907.